# أمي (مسلسل 2010)
أمي (باليابانية: マザー) هي دراما تلفزيونية يابانية بثت على قناة نيبون بين 14 نيسان/أبريل و23 حزيران/يونيو 2010، من بطولة ياسوكو ماتسويوكي.

## القصة
ناو سوزوهارا معلمة مؤقتة في مدرسة ابتدائية. عندما تُدرك أن إحدى طالباتها تُسيء معاملتها من والدتها، تنشط غريزة الأمومة لديها، فتقرر بشكل اندفاعي أن ترعى الفتاة. وبصفتها أماً بديلة، تأخذ ناو الطفلة في رحلة من موروران إلى طوكيو، وتمر الاثنتان بأحداث مختلفة خلال الرحلة.

## الممثلون
- ياسوكو ماتسويوكي في دور ناو سوزوهارا
- مانا اشيدا في دور رينا ميتشيكي / تسوغومي سوزوهارا
- كوجي ياماموتو في دور شونسوكي فوجيوشي
- واكانا ساكاي في دور مي سوزوهارا
- كانا كوراشينا في دور كاهو سوزوهارا
- ماتشيكو أونو في دور هيتومي ميتشيكي
- يوسوكي كاوامورا في دور كوهي كيماتا
- ميواكو إيتشيكاوا في دور تامامي يوزوكاوا
- تاكوما أوتو بدور كييجو كاياما
- مينورو تاناكا في دور كينسوكي فوجيوشي
- غو أيانو في دور ماساتو أوراغامي
- أتسوكو تاكاهاتا في دور توكو سوزوهارا
- يوكو تاناكا في دور هانا موتشيزوكي

## البث الدولي
بث مسلسل «أمي» على قناة مي آه دراما في تايوان وسنغافورة في 5 آب/أغسطس 2011، وفي هونغ كونغ في 8 آب/أغسطس 2011.
عُرض المسلسل على قناة ريد أونو في بوليفيا وقناة تيليأمازوناس في الإكوادور عام 2020، إيذانًا بوصول إنتاجات قناة نيبون إلى أمريكا اللاتينية. جاء ذلك بعد بث النسخة التركية منه في المنطقة.

## إعادة الإنتاج دولياً
| البلد          | العنوان الأصلي                                   | القناة                       | تاريخ البث                                              |
| -------------- | ------------------------------------------------ | ---------------------------- | ------------------------------------------------------- |
| السعودية       | أمي                                              | إم بي سي 1 شاهد              | 4 أيار/مايو – آب/أغسطس 2025                             |
| الصين          | 不完美的她                                       | تينسنت فيديو آي جيي          | 27 آذار/مارس – 11 نيسان/أبريل 2020                      |
| فرنسا          | Sauver Lisa                                      | إم 6                         | 16–30 تشرين الثاني/نوفمبر 2021                          |
| منغوليا        | Ээж                                              | VOO IPTV Edutainment TV      | 11 كانون الثاني/يناير – 6 آذار/مارس 2024                |
| الفلبين        | Saving Grace                                     | أمازون برايم فيديو           | 28 تشرين الثاني/نوفمبر 2024 – 9 كانون الثاني/يناير 2025 |
| كوريا الجنوبية | 마더                                             | تي في إن                     | 24 كانون الثاني/يناير – 15 آذار/مارس 2018               |
| إسبانيا        | Heridas                                          | Atresplayer Premium أنتينا 3 | 17 نيسان/أبريل – 10 تموز/يوليو 2022                     |
| تايلاند        | Mother เรียกฉันว่า...แม่ Mother rîak chăn wâa... mâe | Line TV PPTV                 | 5 آذار/مارس 2020 – 7 أيار/مايو 2020                     |
| تركيا          | أمي                                              | ستار تي في                   | 25 تشرين الأول/اكتوبر 2016 – 20 حزيران/يونيو 2017       |
| أوكرانيا       | Вибір матері                                     | STB                          | 23 أيلول/سبتمبر 2019 – 6 آب/أغسطس 2020                  |